# Just to See Her
«Just to See Her» es una canción de 1987 escrita por Jimmy George y Lou Pardini y grabada por el artista estadounidense de R&B Smokey Robinson para su álbum de estudio One Heartbeat (1987).
"Just to See Her" alcanzó el número 7 en Cash Box Top 100 y el número 8 en el Billboard Hot 100 en julio de 1987. También alcanzó el número 2 en la lista Hot Black Single y el número 1 en la lista Adult Contemporary. En el Reino Unido, la canción llegó al puesto número 52 en la lista UK Singles Chart.
Robinson ganó el primer premio Grammy de su carrera a la Mejor Interpretación Vocal Masculina de R&B en la 30.ª edición de los Premios Grammy en 1988.

## Lista de canciones
sencillo 7" (Motown – 1877 MF)
A "Just To See Her" – 4:01
B "I'm Gonna Love You Like There's No Tomorrow" – 4:18
maxi 12 (Motown – ZT 41148)
A1 "Just To See Her" – 4:01
A2 "I'm Gonna Love You Like There's No Tomorrow" – 4:18
B1 "You've Really Got A Hold On Me" – 2:58
B2 "That's What Love Is Made Of" – 2:56
B3 "Ooo Baby Baby" – 2:42

## Posicionamiento en listas
| Lista (1987)                           | Máxima posición |
| -------------------------------------- | --------------- |
| Estados Unidos (Billboard Hot 100)     | 8               |
| Estados Unidos (Adult Contemporary)    | 1               |
| Estados Unidos (Hot R&B/Hip-Hop Songs) | 2               |
| Estados Unidos (Cash Box Top 100)      | 7               |
| Nueva Zelanda (Recorded Music NZ)      | 23              |
| Reino Unido (UK Singles Chart)         | 52              |

## Otras versiones
- Lou Pardini lanzó su versión de "Just to See Her" en 1996.[11]
- La cantante italiana Lisa hizo una versión en italiano, "Un fiore in te", en 1998.
- Andy Williams lanzó una versión en 2007 en su álbum, I Don't Remember Ever Growing Up.[12]
- El cantante filipino Jay R hizo una versión de la canción en su álbum de 2008 Soul in Love.
- El cantante estadounidense de jazz y R&B Phil Perry hizo una versión en su álbum Mighty to Love en 2013.